# Cataratas de Inga
Las Cataratas [de] Inga (del inglés: Inga Falls) son una zona de rápidos en el río Congo donde cae 96 m en un tramo de 15 km, localizadas a unos 40 km de la ciudad de Matadi, en la República Democrática del Congo.
Las Cataratas Inga forman parte de un grupo de rápidos más grande (las cataratas Livingstone que se encuentran cerca de la parte inferior de estas cataratas). Las cataratas se han formado en una curva del río Congo, en el que el ancho del río varía de 4 km a unos 260 m. Con un caudal medio de 42 476 m³/s podría decirse que es la catarata más grande del mundo, aunque las Cataratas Inga no sean una verdadera cascada. Su volumen máximo registrado es de 70 793 m³/s.
En las Cataratas Inga se han construido dos grandes presas hidroeléctricas, llamadas Inga I e Inga II, así como hay en proyecto dos presas más, Inga III y la Gran Presa Inga (Grand Inga Dam), que sería, por producción de energía, la más grande en el mundo.